# Tvetenia discoloripes
Tvetenia discoloripes är en tvåvingeart som först beskrevs av Maurice Emile Marie Goetghebuer och August Friedrich Thienemann 1936.  Tvetenia discoloripes ingår i släktet Tvetenia, och familjen fjädermyggor. Det är osäkert om arten förekommer i Sverige.